# Anthony E. Zuiker
Anthony E. Zuiker, född 17 augusti 1948 i Blue Island, Illinois, är en amerikansk exekutiv producent. Han är mestadels känd för att ha skapat mediafranchisen CSI och dess TV-serier; CSI: Crime Scene Investigation, CSI: Miami, CSI: NY och CSI: Cyber.